# 3121 (Album)
3121 (sprich: „thirty-one, twenty-one“) ist das 31. Studioalbum des US-amerikanischen Musikers Prince. Es erschien am 21. März 2006 bei dem Label NPG Records / Universal Records. Die Musik zählt zu den Genres Contemporary R&B, Funk, Pop, Rock und Soul, als Gastmusiker wirken Candy Dulfer, Clare Fischer, Maceo Parker, Sheila E. und Prince’ damaliger Protegé Támar Davis mit.
Musikkritiker bewerteten das Album überwiegend positiv und aus kommerzieller Sicht war 3121 Prince’ viertes Nummer-eins-Album in den USA, womit er erstmals nach 17 Jahren wieder die Spitzenposition der US-Albumhitparade erreichte. Die Tournee zum Album fand ausschließlich im Rio All-Suite Hotel and Casino am Las Vegas Strip statt, wo Prince eine Konzertreihe von 40 Auftritten absolvierte.

## Entstehung
Im Gegensatz zu Aufnahmen von anderen Prince-Alben ist über die Entstehung von 3121 öffentlich wenig bekannt geworden. Alle Songs spielte Prince vermutlich von Mitte Juni 2004 bis Ende 2005 entweder in seinem Paisley Park Studio in Chanhassen in Minnesota oder im Heimstudio mit Namen 3121 Antelo Rd. in Los Angeles in Kalifornien ein. Von Oktober 2004 bis September 2005 wohnte er in einer Villa in der 3121 Antelo Road in Los Angeles, die er von Barbi Benton gemietet hatte. In dieser Villa befand sich ein Heimstudio, in dem er Albumaufnahmen tätigte. Zudem war er Ende Juni 2005 in Panama-Stadt, wo er in den Insomnio Studios Perkussion Overdubs für den Song Te Amo Corazón vornahm. Auf dem Album arbeitete Prince zum ersten Mal auch mit Schlagzeugerin Cora Coleman-Dunham (* 4. September 1980 in Houston, Texas) und ihrem Ehemann Joshua Dunham zusammen, der bei zwei Songs E-Bass spielt; das Ehepaar unterstützte ihn musikalisch bis zum Jahr 2010 und Coleman-Dunham tritt auch unter dem Pseudonym C. C. Dunham auf.
Bereits 2004 nahm Prince im Paisley Park Studio die ersten Songs auf, die er auf 3121 platzierte. Black Sweat nahm er vermutlich Mitte Juni auf, da er den Song schon am 25. Juni auf seiner Musicology-Tour das erste Mal live spielte. Am 19. November nahm er mit Schlagzeuger Michael Bland und Bassist Sonny Thompson, ehemalige Mitglieder seiner Begleitband The New Power Generation, das Titelstück 3121 im Paisley Park Studio auf. Ende des Jahres übernahmen die Blechbläser Candy Dulfer, Greg Boyer (* 1958), Maceo Parker und Ray Monteiro (* 1980) entsprechende Overdubs für den Song.
Das Stück The Dance spielte Prince ursprünglich Anfang des 21. Jahrhunderts ein und platzierte es auf seinem im März 2004 veröffentlichten Download-Album The Chocolate Invasion. Doch Ende 2004 oder Anfang 2005 überarbeitete er den Song und platzierte diese Version auf 3121.
Im Jahr 2005 nahm Prince die acht Songs Fury, Get On the Boat, Incense and Candles, Lolita, Love, Satisfied, Te Amo Corazón und The Word auf. Den spanisch gesprochenen Satz in Lolita spricht das Model Liza Hernández (* 23. Februar 1980 in Panama), die auch unter dem Pseudonym „Liza Lena“ bekannt ist und bereits 2004 im Musikvideo zu A Million Days als Hauptdarstellerin mitwirkte. Am 6. Oktober 2005 nahm Prince das Stück Beautiful, Loved and Blessed mit Támar Davis auf.
Von September 2005 bis Mai 2006 mietete Prince für 95.000 US-Dollar (damals ungefähr 80.000 Euro) pro Monat erneut eine Villa in Los Angeles, aber diesmal von dem damaligen US-Basketballspieler Carlos Boozer. Prince ließ die Villa nach seinen eigenen Vorstellungen umbauen und gab ihr den Namen „3121“, obwohl die offizielle Adresse „1235 Sierra Alta Way“ lautet. Beim Auszug ließ er aber alles wieder rückgängig machen. Songs nahm er in der Villa nicht auf, veranstaltete aber einige Partys, gab Livekonzerte für nur geladene Gäste und ließ Musikvideos drehen.
Eine erste Version von 3121 enthielt noch nicht die Songs Beautiful, Loved and Blessed und Fury; stattdessen war Ende 2005 folgende Tracklist vorhanden:
| #  | Titel               | Veröffentlichung                     |
| -- | ------------------- | ------------------------------------ |
| 1  | 3121                | 2006: 3121                           |
| 2  | Lolita              | 2006: 3121                           |
| 3  | Streets of Panama   | bis heute (2025) unveröffentlicht    |
| 4  | Te Amo Corazón      | 2006: 3121                           |
| 5  | Incense and Candles | 2006: 3121                           |
| 6  | Black Sweat         | 2006: 3121                           |
| 7  | The Morning After   | 2009: Lotusflow3r (Download-Version) |
| 8  | Love                | 2006: 3121                           |
| 9  | Satisfied           | 2006: 3121                           |
| 10 | The Word            | 2006: 3121                           |
| 11 | The Dance           | 2006: 3121                           |
| 12 | Get On the Boat     | 2006: 3121                           |

Am 9. Dezember 2005 berichtete das Magazine Billboard, Prince habe einen Vertrag mit dem Label Universal Records abgeschlossen. Vier Tage später veröffentlichte Prince den Song Te Amo Corazón und das dazugehörige Musikvideo als Download. Außerdem gab er eine Pressekonferenz, auf der er über ein neues Album sprach, das er aber nicht namentlich erwähnte. Dieser Termin des 13. Dezembers wurde von Prince jedoch bewusst ausgewählt, da dieser im englischen als „12.13.“ in Spiegelschrift den Albumtitel 3121 darstellt. Er bestätigte offiziell die Billboard-Information: „Universal betrachte ich nicht als Sklavenschiff“, entgegnete er auf übliche Journalisten-Fragen, warum er erneut mit einem Major-Label zusammenarbeiten wolle. „Ich habe meinen eigenen Vertrag – ohne Hilfe eines Rechtsanwalts – und habe exakt das erreicht, was ich wollte“, fügte er hinzu.

## Támar Davis
Im Jahr 2006 war Prince’ Protegé Támar Davis, die auf dem Album 3121 an sechs Songs beteiligt ist. Sie wurde am 31. März 1980 als Ashley Támar Davis in Houston in Texas geboren und tritt unter dem Künstlernamen „Támar Davis“ auf. Als Zwölfjährige war sie – unter anderem mit Beyoncé (damals 10 Jahre alt), LaTavia Roberson (10) und Kelly Rowland (11) – Mitglied der Girlgroup Girl’s Tyme. Die Mädchenband nahm bei der US-Castingshow Star Search teil und erreichte das Finale, konnte dieses aber nicht gewinnen, worauf Davis Girl’s Tyme verließ. Ab 1997 studierte sie Musikwissenschaft an der University of Southern California. Zudem schloss sie sich einer Jazzfunk Girlgroup mit Namen Angaza an und nahm mit der Band das Album Light auf. Ebenfalls im Jahr 1997 schickte Davis Prince Demoaufnahmen von ihren Songs nach Chanhassen. „Er ließ mich und meine Mutter nach Paisley Park einfliegen, wo ich Somewhere over the Rainbow aufnahm“, erinnerte sie sich. Ein Treffen zwischen ihr und Prince kam damals aber noch nicht zustande.

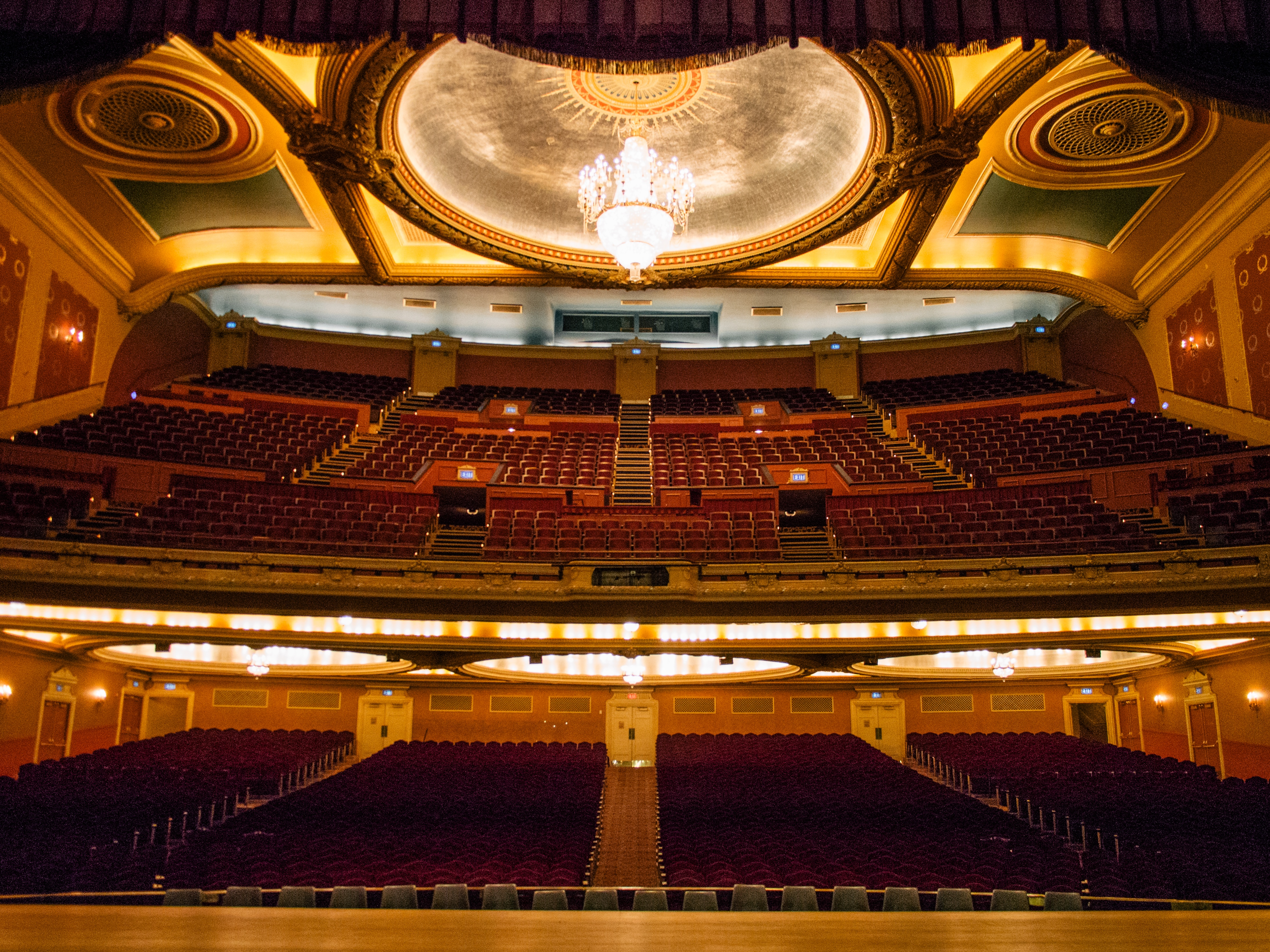
Das Orpheum Theatre in Minneapolis, 2012

2005 stellte Choreografin Fatima Robinson (* 29. August 1971) den Kontakt zwischen Davis und Prince wieder her. Die beiden sind befreundet und Robinson lud Davis zum Set ein, als sie im Januar 2006 mit Dreharbeiten zum Musikvideo Black Sweat beschäftigt war. Davis sagte: „Wir [sie und Prince] sind dann einfach ins Tonstudio gegangen, fingen zu Singen an und am Ende schrieben wir Beautiful, Loved and Blessed“.
Vom 20. Januar 2006 bis zum 18. März 2006 ging Davis in den USA auf Tournee, um Werbung für die bevorstehende Veröffentlichung ihres Albums Milk & Honey zu machen, das von Prince produziert wurde, der auf der Tournee als Gitarrist und Keyboarder in ihrer Begleitband mitwirkte. Die Konzerte wurden immer erst wenige Tage vor dem Auftrittsdatum bekannt gegeben und fanden in kleineren Konzerthallen nach Mitternacht statt. Die Spieldauer betrug üblicherweise 60–70 Minuten. Die überregionale Tageszeitung Star Tribune fragte skeptisch: „Wer zum Teufel ist Támar, und warum ist sie am Samstag für das Kurzkonzert im Orpheum (Orpheum Theatre in Minneapolis am 25. Februar 2006) höher als Prince angepriesen?“
Ursprünglich sollte Davis’ Album Milk & Honey am 21. März 2006 bei Universal Records veröffentlicht werden, also am selben Tag wie 3121. Aber aus „verschiedenen Gründen“, wie sie im April 2006 als offizielle Erklärung angab, wurde Milk & Honey bis heute (2025) nicht herausgebracht. In Japan wurde das Album erst kurz vor der geplanten Veröffentlichung zurückgezogen, sodass einige bereits gepresste Exemplare anschließend bei eBay für teilweise 800 US-Dollar (damals ungefähr 675 Euro) angeboten wurden. Nach der Veröffentlichung von 3121 arbeitete Davis im weiteren Verlauf ihrer Karriere nicht mehr mit Prince zusammen.

## Gestaltung des Covers
Für die Covergestaltung war Artdirector Sam Jennings zuständig, die Fotos machte Afshin Shahidi. Jennings arbeitete von 1998 bis 2007 mit Prince zusammen und war anfangs als Webmaster für dessen Websites verantwortlich, später dann auch als Artdirector für Schallplattencover wie beispielsweise Xpectation (2003). Shahidi war in den Jahren 2002 bis 2007 als Prince-Fotograf tätig.
Auf dem Frontcover des Digipak ist Prince mit dem Rücken zur Kamera abgebildet, seinen Kopf hat er seitlich nach links gedreht. Er trägt eine Art schwarzes Hockey-Jersey mit der Rückennummer „3121“, die in der Farbe Weiß gehalten ist. Der Name „Prince“ ist auf der Vorderseite nirgends zu lesen. Wird das Digipak aufgeklappt kann die von Prince damals gemietete Villa von Carlos Boozer angesehen werden. Das Frontcover fotografierte Afshin Shahidi am 19. März 2005, kurz bevor Prince bei den NAACP Image Awards im Dorothy Chandler Pavilion in Los Angeles auftrat.
Auf der Rückseite des Digipak ist die Tracklist des Albums abgedruckt. Das 14-seitige Booklet enthält die Liedtexte der einzelnen Songs, zudem sind Fotos von der Inneneinrichtung der Villa zu sehen. Auf der Audio-CD ist „3121 The Music“ zu lesen.
Sam Jennings sagte nach Prince’ Tod im Jahr 2016: „Das ursprüngliche Albumcover zeigte das Haus Nummer 3121. Man musste das Tor aufklappen. Eine CD war 3121 The Music, die andere 3121 The Movie. Es gibt eine finale Version des Films, aber veröffentlicht wurde nur das Album.“

## Titelliste und Veröffentlichungen
| 1                                                            | 3121                                                   | 4:31 |
| 2                                                            | Lolita (feat. Támar Davis)                             | 4:06 |
| 3                                                            | Te Amo Corazón                                         | 3:34 |
| 4                                                            | Black Sweat                                            | 3:11 |
| 5                                                            | Incense and Candles (feat. Támar Davis)                | 4:04 |
| 6                                                            | Love (feat. Támar Davis)                               | 5:45 |
| 7                                                            | Satisfied (feat. Támar Davis)                          | 2:50 |
| 8                                                            | Fury                                                   | 4:01 |
| 9                                                            | The Word                                               | 4:11 |
| 10                                                           | Beautiful, Loved and Blessed (Duett mit Támar Davis) a | 5:43 |
| 11                                                           | The Dance                                              | 5:20 |
| 12                                                           | Get On the Boat (feat. Támar Davis)                    | 6:20 |
| Spieldauer: 53:44 min.                                       |                                                        |      |
| Autor aller Songs ist Prince a Autor: Prince und Támar Davis |                                                        |      |

3121 wurde weltweit am 21. März 2006 veröffentlicht. Das Album erschien auf CD und MC, später auch als Download. Am 8. Februar 2019 brachte The Prince Estate („Der Prince-Nachlass“) über das Musiklabel Legacy Recording, das zu Sony Music Entertainment gehört, 3121 erstmals auf LP heraus, die als Doppelalbum in lilafarbenem Vinyl erschien.

### Purple Tickets
Ähnlich wie der Hauptdarsteller Willy Wonka aus dem Kinderbuch Charlie und die Schokoladenfabrik von 1964 ließ Prince in sieben US-Ausgaben des Albums 3121 sogenannte „Purple Tickets“ verstecken. Zudem wurden in Japan und in den Niederlanden Alben mit einem Gewinncode ausgestattet, die online eingelöst werden konnten. ITunes sowie ein britischer Radio- und ein australischer Fernsehsender veranstalteten Gewinnspiele und verlosten ebenfalls „Purple Tickets“. Die insgesamt weltweit 25 Gewinner kamen aus den USA, Mexiko und den Niederlanden und wurden am 6. Mai 2006 zu einem „An Evening with Prince“-Konzert in seiner damaligen Villa am „1235 Sierra Alta Way“ in Los Angeles eingeladen. Zudem erhielten die Gewinner ein Taschengeld von 250 US-Dollar und konnten einen Gast mitbringen, wobei sämtliche Kosten übernommen wurden. Die insgesamt zirka 50 Personen wurden 20:00 Uhr vom Hotel zur Villa chauffiert. Zwei Filmteams waren vor Ort und führten mit den Gewinnern Interviews. Gegen 23:00 Uhr erschienen weitere Gäste aus der Musik- und Schauspielbranche, wie beispielsweise Angela Bassett, Bruce Willis, Cicely Tyson, David Duchovny, Forest Whitaker, Jada Pinkett Smith, Jessica Alba, Jude Law, Mitglieder der Band Maroon 5, Mekhi Phifer, Natalie Cole, Sharon Stone, Thandiwe Newton und Trisha Yearwood. 23:30 Uhr begann das Konzert und Támar Davis sang für ungefähr 60 Minuten als Vorgruppe. Anschließend spielte Prince für zirka 65 Minuten und beendete den Abend. Als Gastmusiker unterstützte ihn Larry Graham.
Als am 1. Oktober 2008 das Prince-Buch 21 Nights im Luxushotel The Dorchester in London vorgestellt wurde, waren auch Gewinner der „Purple Tickets“ eingeladen. Prince besuchte die damalige Veranstaltung jedoch nicht. Am 1. Februar 2009 wurden drei „Purple Tickets“-Gewinner in Prince’ damaliger Villa 77 Beverly Park Ln. in Beverly Hills in Kalifornien zu „einer Reise durch die Galaxie“ eingeladen, wo er als Gastgeber seine damals neue Website Lotusflow3r.com präsentierte. In dieser von ihm gemieteten Villa wohnte Prince in den Jahren 2008 und 2009.

### Singles
Von dem Album wurden drei Singles ausgekoppelt; am 13. Dezember 2005 konnten Mitglieder von Prince’ damaliger Website NPG Music Club.com den Song Te Amo Corazón downloaden. Eine Woche später erschien er als 1-Track-CD-Single, die aber nicht weltweit ausgekoppelt wurde. Am 14. Februar 2006 war dann eine CD/DVD-Single in limitierter Auflage erhältlich, auf der auch das Musikvideo zu Te Amo Corazón zu sehen ist.
Black Sweat wurde als Download-Single am 21. Februar 2006 über NPG Music Club.com zur Verfügung gestellt – die CD-Single erschien am 7. März und als B-Seite dient Beautiful, Loved and Blessed. Am 22. Mai 2006 wurde Fury als letzte Single ausgekoppelt, die ebenfalls nicht weltweit veröffentlicht wurde. Auf der B-Seite ist der Liveauftritt von Prince am 14. Februar 2006 bei den BRIT Awards in London vorhanden, wobei aber nur die Liveversionen von Fury und Te Amo Corazón zu hören sind. Die von ihm ebenfalls gespielten Songs Let’s Go Crazy und Purple Rain sind auf der B-Seite nicht zu finden. Alle Singleversionen sind mit der jeweiligen Albumversion von 3121 identisch und Black Sweat und Fury erschienen auch als Vinyl-Maxisingle Picture Disc.
Ferner wurde im Februar 2006 in Europa die 1-Track-Promo-CD Beautiful, Loved and Blessed (Edit) mit Támar Davis veröffentlicht. Eigentlich sollte die auf 3:12 Minuten gekürzte Version Davis’ Album Milk & Honey bewerben, doch es wurde letztendlich nicht veröffentlicht.

### Musikvideos

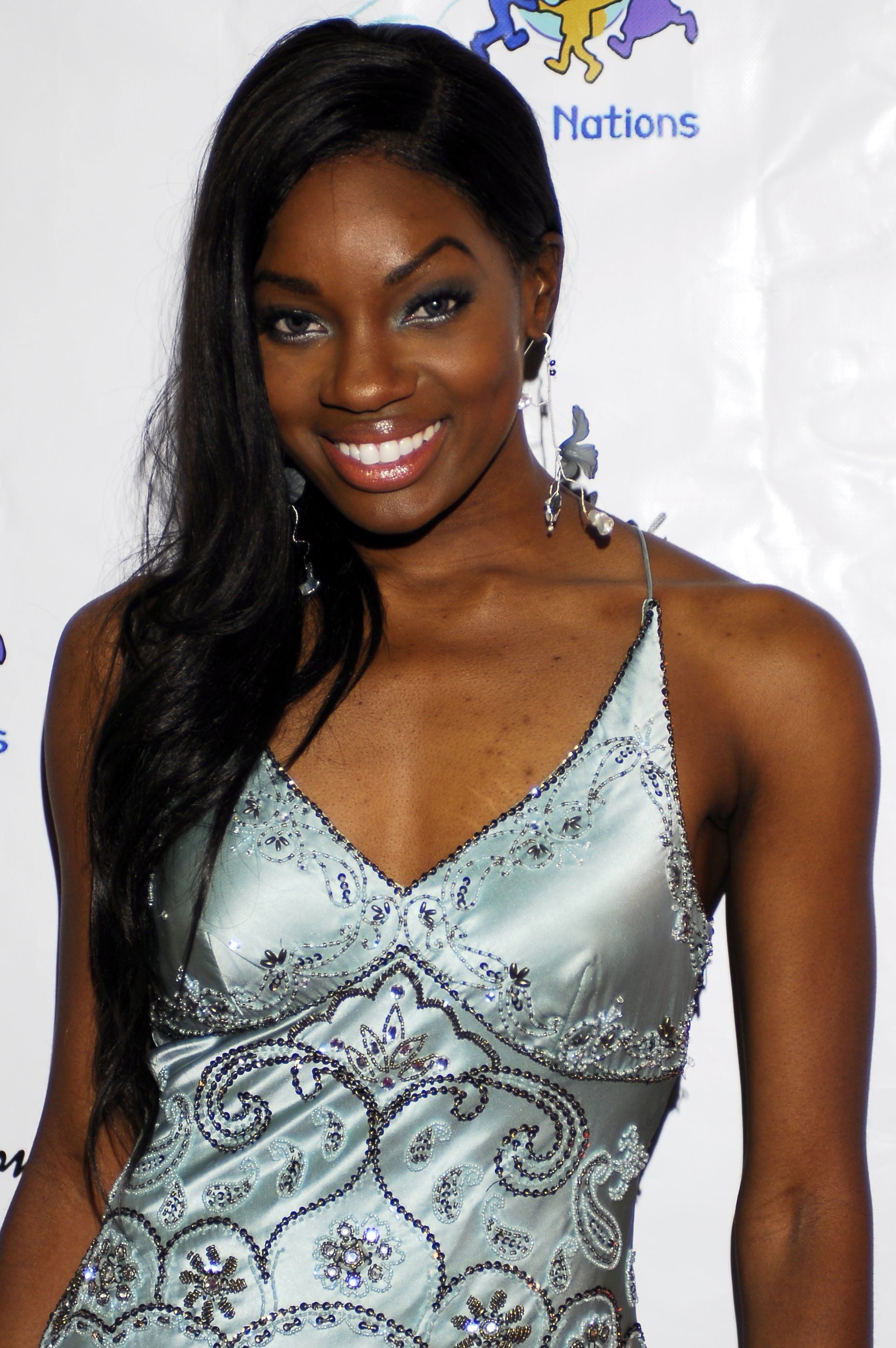
Tänzerin Celestina Aladekoba, 2007

Prince produzierte drei Musikvideos zu den Singleauskopplungen Te Amo Corazón, Black Sweat und Fury. Am 18. September 2005 wurde das Musikvideo zu Te Amo Corazón in Marrakesch in Marokko gedreht und Regisseurin war Salma Hayek. Prince hält sich in einem idyllischen Riad auf und möchte die spanische Gastgeberin, dargestellt von der Schauspielerin Mía Maestro, verführen. Er ist in sie so verliebt, dass er sie heimlich filmt, um sie auch dann sehen zu können, wenn er allein ist. Te Amo Corazón ist das einzige Prince-Musikvideo, das auf dem afrikanischen Kontinent gedreht worden ist. Im März 2009 veröffentlichte Prince auf seinem Album MPLSound einen Song mit Namen Valentina, den er der gleichnamigen Tochter (* 21. September 2007) von Salma Hayek gewidmet hatte.
Am 21. Januar 2006 wurde das Musikvideo zu Black Sweat in der von Prince gemieteten 3121-Villa in Los Angeles gedreht. Abgesehen von ihm wirken im Video nur die Tänzerin Celestina Aladekoba (* 1984) und Rashida Gonzalez Robinson (* 17. Juli 1980) mit, die auch unter ihrem Pseudonym „DJ Rashida“ bekannt ist. Mit ihr arbeitete Prince von 2005 bis 2007 zusammen. Regisseurin von Black Sweat war Sanaa Hamri (* 1977), die bereits 2004 für Musikvideos zum Album Musicology zuständig gewesen war. Nach Girls & Boys (1986) ist Black Sweat das zweite Prince-Video, das in schwarzweiß gedreht wurde. Im August 2006 wurde Black Sweat bei den MTV Video Music Awards in der Kategorie „Best Cinematography in a Video“ nominiert, den Preis gewann aber James Blunt für das Video zu You’re Beautiful.
Das Musikvideo zu Fury wurde Ende Januar und Anfang Februar 2006 gedreht, ebenfalls in der 3121-Villa. Regisseurin war erneut Sanaa Hamri, die über die Dreharbeiten folgendes sagte: „Wir haben viel in diesem Haus gedreht, und zwar das ganze Jahr über. Die Dreharbeiten zu Black Sweat fühlten sich also wie ein typischer Tag für mich und mein Team an. Fury wurde etwas später gefilmt, auf einer der 3121-Partys, die wir geschmissen haben. Prince hatte mich gebeten, Kameras zu besorgen, damit wir einen Liveauftritt filmen konnten. Es war sehr roh, sehr aus dem Stegreif.“ Prince trägt den Song mit seiner Begleitband und Tänzerinnen vor und streckt am Ende des Videos seine Zunge kurz raus.

### Coverversion
Lediglich zwei Coverversion sind von Songs zum Album 3121 bekannt; von Te Amo Corazón veröffentlichte Viktoria Tolstoy im September 2006 eine Jazzversion, und von Get On the Boat brachte die deutsche Band mit Namen Bubble Trouble auf ihrem Album Consequences im Jahr 2010 eine neue Version heraus, die der von Prince ähnelt.

## Mitwirkende

### Musiker
Alle Songs wurden von Prince arrangiert, komponiert, produziert und vorgetragen. Zudem spielte er alle Musikinstrumente selbst ein, wobei folgende Personen die Aufnahmen ergänzten:
- Candy Dulfer – Saxophon in 3121, Get On the Boat, Satisfied
- Cora Coleman-Dunham – Schlagzeug in Get On the Boat, Te Amo Corazón
- Greg Boyer – Posaune in 3121, Get On the Boat, Satisfied
- Herbert Ureña – Bongos, Congas, Perkussion in Te Amo Corazón
- Joshua Dunham – E-Bass in Get On the Boat, Te Amo Corazón
- Liza Hernández (als Liza Lena) – „guest per4mer“ (Beiträge nicht definiert)
- Maceo Parker – Saxophon in 3121, Get On the Boat, Satisfied
- Michael Bland – Schlagzeug in 3121
- Ray Montiero – Trompete in 3121, Get On the Boat, Satisfied, Te Amo Corazón
- Ricky Salas – Bongos, Perkussion, Timbales in Te Amo Corazón
- Sheila E. – Perkussion in Get On the Boat
- Sonny Thompson – E-Bass in 3121
- Támar Davis – Backing Vocals in Get On the Boat, Incense and Candles, Lolita, Love, Satisfied; Co-Leadsängerin in Beautiful Loved and Blessed
- The New Power Generation – zusätzliche Rufe in Lolita

### Technisches Personal
- Prince – Toningenieur
- Afshin Shahidi – Fotografie
- Bernie Grundman – Mastering
- Clare Fischer – Arrangement des Saiteninstruments in Te Amo Corazón
- Ian Boxill (* 1967; † 2023) – Toningenieur
- L. Stu Young – Toningenieur
- Lisa Chamblee Hampton – Toningenieur-Assistentin
- Sam Jennings – Albumdesign

## Tournee

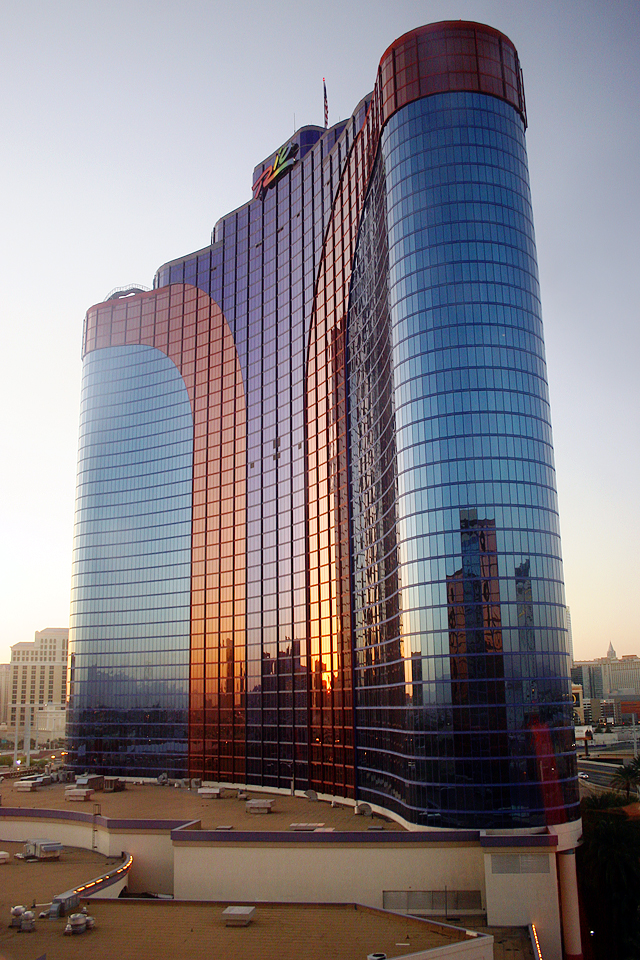
Das Rio-Hotel am Las Vegas Strip, 2012

Die Tournee zum Album nannte Prince „Per4ming Live 3121“ und fand vom 11. November 2006 bis zum 29. April 2007 ausschließlich im Rio All-Suite Hotel and Casino am Las Vegas Strip in Nevada statt. Dort gab er eine Konzertreihe von 40 Konzerten und gestaltete jedes Konzert durch eine andere Songauswahl individuell, wodurch die Konzertlänge zwischen 90 und 140 Minuten variierte. Konzertbeginn war meist erst nach Mitternacht und die Zuschauerkapazität betrug 1.100 Plätze, eine Konzertkarte kostete üblicherweise 125 US-Dollar (damals ungefähr 91 Euro).
Bei einigen Konzerten traten Gastmusiker auf, wie beispielsweise Katt Williams (18. November 2006), Mavis Staples (20. Januar 2007), Larry Graham und Will.i.am (28. Januar 2007), Elton John (10. Februar 2007), CeeLo Green, Natalie Cole und erneut Will.i.am (17. Februar 2007), Dave Chappelle, Ludacris und Talib Kweli (19. Februar 2007), Susannah Melvoin und ihre Zwillingsschwester Wendy Melvoin (24. März 2007), Candy Dulfer und Sheila E. (31. März 2007), Támar Davis (1. April 2007), Babyface und Wayne Brady (15. April 2007) sowie Macy Gray (22. April 2007).
Prince’ Begleitband bestand während dieser Konzertreihe aus den folgenden elf Mitgliedern:
- Cora Coleman-Dunham – Schlagzeug
- Greg Boyer – Posaune
- Joshua Dunham – E-Bass
- Mike Phillips – Backing Vocals, Saxophon, Vocoder
- Morris Hayes – Backing Vocals, Keyboard
- Renato Neto – Keyboard
- The Twinz (Maya McClean und ihre Zwillingsschwester Nandy McClean) – Backing Vocals, Tänzerinnen
- ab dem 30. Dezember 2006: Shelby J. – Backing Vocals
- ab dem 20. Januar 2007: Lee Hogans – Trompete
- vom 25. November 2006 bis zum 14. Januar 2007 und vom 17. Februar bis zum 19. Februar sowie vom 21. April bis zum 29. April 2007: Maceo Parker – Backing Vocals, Saxophon

## Aftershows
Ab dem Jahr 1986 spielte Prince nach dem Hauptkonzert gelegentlich eine Aftershow, also ein weiteres Konzert nach Mitternacht. Seine Aftershows fanden in kleineren Musikclubs vor meist 300 bis 1.500 Zuschauern statt und Prince verzichtete auf die aufwendigen Bühnenshows, Choreografien und Lightshows seiner Hauptkonzerte. Zudem gestaltete er die Songauswahl anders und verzichtete oftmals auf seine Top-Ten-Hits. Höhepunkte mancher Aftershows waren Gastauftritte bekannter Musiker.
Bei 25 der 40 Konzerte am Las Vegas Strip spielte Prince eine Aftershow, die üblicherweise erst ab 03:00 Uhr nachts begannen und – wie die Hauptkonzerte – alle im Rio All-Suite Hotel and Casino stattfanden. Bei einiger dieser Aftershows traten verschiedene Gastmusiker auf, wie beispielsweise: am 30. und am 31. Dezember 2006 Carlos Henriquez sowie Eldar Djangirov, 28. Januar 2007 Will.i.am, 10. Februar Sheila E., 17. Februar erneut Will.i.am, 18. Februar Doug E. Fresh, Talib Kweli und abermals Will.i.am, 24. Februar Christian Scott und Esperanza Spalding, 11. März Lakecia Benjamin, 24. März Larry Graham, Susannah Melvoin und ihre Zwillingsschwester Wendy Melvoin sowie am 1. April 2007 Támar Davis. Zudem wirkte Sheila E. am 31. März, 1. April und bei der letzten Aftershow am 29. April 2007 als Gastmusikerin mit.

## Rezensionen
Musikkritiker bewerteten 3121 überwiegend positiv, wobei die beiden Songs Black Sweat und The Word meist als beste Stücke des Albums gelobt wurden. Die Website Metacritic errechnete eine Durchschnittsbewertung von 69 %, basierend auf 31 Rezensionen englischsprachiger Medien.
Die US-Zeitschrift People zeigte sich begeistert und verteilte mit dreieinhalb von vier Sternen fast die Höchstanzahl. Das Album sei „sogar noch besser“ als Musicology aus dem Jahr 2004 und biete „noch mehr Höhepunkte“. Black Sweat sei zusammen mit Lolita Prince’ „bester Doppelschlag“ seit Cream und Gett Off von 1991 aus seinem Album Diamonds and Pearls. „Das brennende, mit E-Gitarren aufgeladene“ Stück Fury führe ihn „zurück zum Funk-Rock-Ruhm der Revolution-Ära, während das spirituell glühende“ Beautiful, Loved and Blessed Prince mit Támar Davis zusammenbringe, die eine „viel bessere Duettpartnerin“ als Apollonia Kotero gewesen sei. Doch „ein paar weniger langsame Jams“ wie beispielsweise „das Latin-angehauchte“ Te Amo Corazón machten 3121 „nicht zu dem Volltreffer, der es hätte werden können“. Trotzdem existierten genug Songs, „um einen immer wieder in den Wahnsinn zu treiben“, schrieb die Zeitschrift als Fazit.
Stephen Thomas Erlewine von AllMusic gab vier von fünf Sternen. 3121 wirke „straff und prägnant“ sowie „klassisch strukturiert“, wobei „die wechselnden Stimmungen und Texturen zwischen den Songs betont“ würden. Es sei „keine Sammlung von Songs“, sondern ein Album, das „lebendig, abwechslungsreich und im besten Fall aufregend“ klinge. Vor allem zu Beginn wie im Titelstück klinge Prince sogar „ziemlich aufregend“, weil er „sein hochgestimmtes Alter Ego Camille [1987] wieder aufleben“ lasse und sich dann „kopfüber in den Elektro-Funk“ von Black Sweat und Lolita stürze, die beide an „Meisterwerke“ wie Kiss (1986) und Sign “☮” the Times (1987) erinnerten. 3121 sei „zwar nicht perfekt“ und es existierten „keine schlechten Songs, aber die Dynamik“ lasse in der zweiten Hälfte des Albums „ganz leicht“ nach, meine Erlewine. Vielleicht betrete Prince kein Neuland mehr, „aber seine Exzentrik ist jetzt ein Attribut und kein Fluch mehr“, was dazu beitrage, dass „sein Markenzeichen, eine Mischung aus Funk, Pop, Soul und Rock, fast genauso umwerfend“ klinge wie nach „einem populären und kreativen Höhepunkt“ in den 1980er Jahren.
Robert Christgau vom US-Musikmagazin Rolling Stone gab ebenfalls vier von fünf Sternen und betitelte seinen Bericht über 3121 mit der Überschrift: „Prince’ neueste Sensation“. Er bezeichnete Prince als „den begabtesten populären Musiker unserer Zeit“ (Stand 2006) und „die Beats“ auf dem Album als „ziemlich abgefahren, wild schräg, exzentrisch und aufregend“. Im Vergleich zu Musicology lege 3121 Wert auf „schnellere Tempi“ und meistens auch „auf einen konventionelleren Sound“. The Word sei der „krasseste Song“ auf dem Album, weil das Stück „mehr als jede Nummer von Kirk Franklin oder Stevie Wonder“ Religiosität „hip“ klingen lasse. Zudem verzichte Prince „nicht auf Sex-Themen“, wie in den Songs Incense and Candles, Lolita und Satisfied zu hören sei, die Christgau als „erotisch“ beschrieb.
Die beiden Musikkritiker David Wilson und John Alroy zeigten sich enttäuscht und verteilten nur zwei von fünf Sternen. Zwar könne Prince in „praktisch jedem Genre gut klingende, meisterhaft gespielte Melodien zusammenstellen, ohne auch nur darüber nachzudenken“. Aber nur weil er es „kann, heißt das nicht, dass er es auch sollte, und dieses unterkomponierte, triviale, schmerzhaft langweilige Album“ zeige, warum. Das Titelstück besitze „keine Leidenschaft, Originalität oder auch nur eine solide Melodie“. Auf dem Album bediene Prince „alle üblichen Formeln“, wie „minimalistischen Funk“ in Black Sweat im Stil von Kiss, R&B-Balladen wie Satisfied im Stil von Adore (1987), „akustischer Pop“ in The Word im Stil von 7 (1992), „Arena-Rocker“ wie Fury und zarte Balladen wie Te Amo Corazón. Doch alle „mit erstaunlich schwachen Hooks und Texten“, wie beispielsweise auch in Lolita. David Wilson hätte 3121 noch „niedriger einstufen können“, aber „die Arrangements und die Produktion sind so viel besser entwickelt“ als beim Album Newpower Soul (1998), das von den Songs her „ähnlich schäbig ist“, so dass er beide Alben „nicht gleich einstufen“ konnte – Newpower Soul erhielt von Wilson lediglich eineinhalb Sterne.
Raymond Fiore von der Entertainment Weekly war ebenfalls enttäuscht und gab auf einer Skala von „A+“ bis „F“ nur die Note „C+“. Man höre auf 3121 Prince’ „soundsovielte Enttäuschung“, der nicht herausgefunden habe, „wie er in seine 1980er Jahre Trickkiste zurückgreifen und etwas kreieren kann, das zeitgemäß“ klinge; das Album fühle sich „wie eine zufällige Auswahl von 12 Tracks aus seinem unbearbeiteten Unterbewusstsein“ an. „Im Zickzackkurs vom verzerrten Synthie-Funk-Groove des Titeltracks über den abscheulich langweiligen Slow-Dance Te Amo Corazón bis hin zum Gospel-Blues“ in Satisfied zeige Prince seine „gewohnt großspurige I-Can-Do-It-All-Pose.“ Wenn er „mit seinem eigenen grenzenlosen Potenzial allein gelassen“ werde, könne Prince „nicht widerstehen, sich selbst im Weg zu stehen“, wie das „aufgeblasene Latin-Shuffle-Melodrama“ The Dance beweise, das mit „jedem überflüssigen Glöckchen, Pfeifen, Klatschen und Streichersound, der ihm zur Verfügung steht, vollgestopft“ sei. Dieser Song verdeutliche, „warum die müden Tracks von 3121 der großartigen Fähigkeiten von Prince nicht würdig“ seien. Lediglich das Stück Black Sweat überzeugte Fiore.

## Kommerzieller Erfolg

### Chartplatzierungen
| ChartsChartplatzierungen       | Höchstplatzierung | Wochen |
| ------------------------------ | ----------------- | ------ |
| Deutschland (GfK)              | 4 (12 Wo.)        | 12     |
| Österreich (Ö3)                | 15 (8 Wo.)        | 8      |
| Schweiz (IFPI)                 | 1 (1) (13 Wo.)    | 13     |
| Vereinigtes Königreich (OCC)   | 9 (4 Wo.)         | 4      |
| Vereinigte Staaten (Billboard) | 1 (1) (16 Wo.)    | 16     |

| ChartsJahrescharts (2006)      | Platzierung |
| ------------------------------ | ----------- |
| Deutschland (GfK)              | 97          |
| Schweiz (IFPI)                 | 60          |
| Vereinigte Staaten (Billboard) | 134         |

3121 war zu Prince’ Lebzeiten sein einziges Album, das in den USA direkt auf Platz eins debütierte. Zugleich war es nach Purple Rain (1984), Around the World in a Day (1985) und Batman (1989) seine vierte und zu Lebzeiten letzte Nummer eins in der US-amerikanischen Albumhitparade.
| Jahr | Titel          | Höchstplatzierung, Gesamtwochen, AuszeichnungChartplatzierungen (Jahr, Titel, , Platzierungen, Wochen, Auszeichnungen, Anmerkungen) | Höchstplatzierung, Gesamtwochen, AuszeichnungChartplatzierungen (Jahr, Titel, , Platzierungen, Wochen, Auszeichnungen, Anmerkungen) | Höchstplatzierung, Gesamtwochen, AuszeichnungChartplatzierungen (Jahr, Titel, , Platzierungen, Wochen, Auszeichnungen, Anmerkungen) | Höchstplatzierung, Gesamtwochen, AuszeichnungChartplatzierungen (Jahr, Titel, , Platzierungen, Wochen, Auszeichnungen, Anmerkungen) | Höchstplatzierung, Gesamtwochen, AuszeichnungChartplatzierungen (Jahr, Titel, , Platzierungen, Wochen, Auszeichnungen, Anmerkungen) | Anmerkungen                 |
| Jahr | Titel          | DE | AT | CH | UK | US | Anmerkungen                 |
| ---- | -------------- | --- | --- | --- | --- | --- | --------------------------- |
| 2005 | Te Amo Corazón | DE58 (6 Wo.)DE | AT61 (3 Wo.)AT | CH24 (15 Wo.)CH | UKn.v.UK | — | Nicht weltweit ausgekoppelt |
| 2006 | Black Sweat    | DE80 (4 Wo.)DE | — | CH52 (6 Wo.)CH | UK43 (2 Wo.)UK | US60 (1 Wo.)US |                             |
| 2006 | Fury           | — | — | CH92 (1 Wo.)CH | UK60 (1 Wo.)UK | USn.v.US | Nicht weltweit ausgekoppelt |

Te Amo Corazón und Black Sweat waren zu Prince’ Lebzeiten seine letzten Singles, die sich in Deutschland, Österreich und in den USA platzieren konnten. Erst postum ab 2016 war er in diesen Singlecharts wieder vertreten.

### Auszeichnungen für Musikverkäufe
| Land/Region                  | Auszeichnungen für Musikverkäufe (Land/Region, Auszeichnung, Verkäufe) | Verkäufe |
| ---------------------------- | ---------------------------------------------------------------------- | -------- |
| Schweiz (IFPI)               | Gold                                                                   | 15.000   |
| Vereinigte Staaten (RIAA)    | Gold                                                                   | 500.000  |
| Vereinigtes Königreich (BPI) | Silber                                                                 | 60.000   |
| Insgesamt                    | 1× Silber · 2× Gold ·                                                  | 575.000  |

Hauptartikel: Prince/Auszeichnungen für Musikverkäufe

## Preise
Prince wurde für die 3121-Ära mit folgenden Auszeichnungen und Preisen geehrt:

### Webby Awards
- 12. Juni 2006: Auszeichnung bei den Webby Awards für sein Lebenswerk in der Kategorie „Lifetime Achievement Award“.[44]

### BET Awards
- 27. Juni 2006: Gewinner bei den BET Awards in der Kategorie „Best Male R&B Artist“.[44]

### Minnesota Music Awards
- 1. Oktober 2006: Black Sweat gewann in der Kategorie „Song of the Year“.[44]

### Grammy-Nominierungen
- 11. Februar 2007: Prince wurde bei den Grammy Awards 2007 in fünf Kategorien nominiert; zweimal für das Album, zweimal für Black Sweat und einmal für Beautiful, Loved and Blessed, gewann aber in keiner Kategorie.

### NAACP Image Award
- 2. März 2007: Gewinner beim NAACP Image Award in der Kategorie „Outstanding Male Artist“.[44]